# 桜ハイヤー
桜ハイヤー株式会社（さくらハイヤー）は北海道厚岸郡厚岸町にあるタクシー事業者である。

## 事業所
- 本社
  - 北海道厚岸郡厚岸町港町2丁目93
- 本社営業所
  - 北海道厚岸郡厚岸町宮園1丁目52

## バス事業
- 厚岸町からくしろバスと共にスクールバスを受託して運行している。

- 2018年10月1日からは新たにデマンドバスを運行している。詳細は当該項目を参照。